# MTV Unplugged (álbum de El Tri)
MTV Unplugged es el vigésimo tercer álbum y sexto en vivo de la banda mexicana El Tri. Fue grabado en vivo en Miami, Florida en los Estudios MTV en junio de 1996 y publicado hasta el 2004. Fue la tercera banda mexicana en grabar un  Unplugged.

## Canciones
Todos los temas escritos por Álex Lora

### CD
1. "Difícil"
2. "Oye Cantinero"
3. "Mente Rockera"
4. "Las Piedras Rodantes"
5. "Los Minusválidos"
6. "Triste Canción"
7. "Niño Sin Amor"
8. "Pobres de los Niños"
9. "Chavo de Onda"
10. "Pobre Soñador"
11. "Perro Negro"
12. "A.D.O."

### DVD
1. "Difícil"
2. "Oye Cantinero"
3. "Nunca Digas Que No"
4. "Mente Rockera"
5. "Viejas De Vecindad"
6. "Las Piedras Rodantes"
7. "Los Minusválidos"
8. "Triste Canción"
9. "Niño Sin Amor"
10. "Pobres de los Niños"
11. "Chavo de Onda"
12. "Pobre Soñador"
13. "Perro Negro"
14. "Chilango"
15. "A.D.O."
16. "Ya Me Voy"